# 강네프시

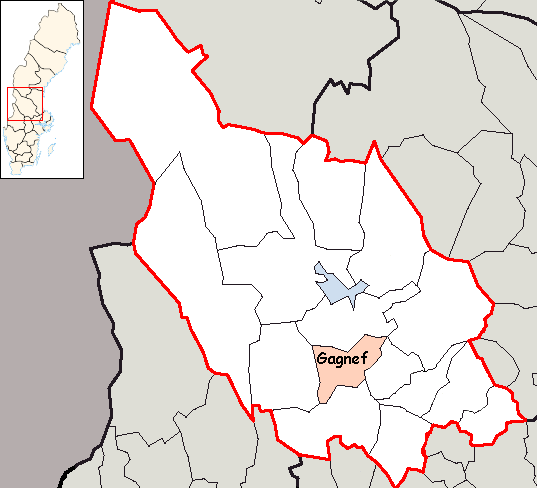
강네프 시의 위치

강네프시(스웨덴어: Gagnefs kommun)는 스웨덴 달라르나주에 위치한 지방 자치체로 행정 중심지는 유로스이며 면적은 812.3221km2, 인구는 10,175명(2016년 12월 31일 기준), 인구 밀도는 13명/km2이다.

시 문장